# Logicismo
Na filosofia da matemática, o logicismo é a doutrina que sustenta que a matemática é, de alguma forma importante, reduzível à lógica, ou em outras palavras, as matemáticas são basicamente uma extensão da lógica. Os logicistas afirmam que as matemáticas podem ser conhecidas a priori, mas sugerem que nosso conhecimento das matemáticas é apenas parte de nosso conhecimento da lógica em geral, e, portanto, é analítico e não requer nenhuma faculdade especial de intuição matemática. A partir deste ponto de vista, a lógica é o fundamento adequado das matemáticas e todas as afirmações matemáticas são verdades lógicas necessárias.
Rudolf Carnap (1931) apresenta a tese logicista em duas partes:
1. Os conceitos matemáticos podem ser derivados de conceitos lógicos através de definições explícitas.
2. Os teoremas matemáticos podem ser derivados de axiomas lógicos através de deduções puramente lógicas.

Bertrand Russell e Alfred North Whitehead foram defensores desta linha de pensamento iniciada por Gottlob Frege. O logicismo foi fundamental no desenvolvimento da filosofia analítica no século XX, embora às vezes se alegue que os teoremas da incompletude de Gödel minam o propósito do projeto, embora seja mais apropriado dizer que minam mais diretamente o projeto formalista.

## História

### Antecedentes
A doutrina logicista teve seu primeiro antecedente em Gottfried Leibniz. No entanto, a primeira tentativa séria e detalhada de reduzir a matemática à lógica teve que esperar até o século XIX, quando Richard Dedekind, Georg Cantor e Giuseppe Peano articularam os princípios básicos da matemática, e Gottlob Frege desenvolveu o primeiro sistema de lógica de predicados.

### Frege
Gottlob Frege dedicou grande parte de sua carreira ao projeto logicista. Suas duas obras principais sobre o assunto foram intituladas Conceptografía (1879) e os fundamentos da aritmética (1884). Em os fundamentos da aritmética, Frege construiu a aritmética a partir de um sistema lógico com um princípio geral de compreensão, que chamou de Lei básica V (para os conceitos F e G, a extensão de F é igual à extensão de G se e somente se, para todos os objetos a, Fa é igual a Ga), um princípio que considerou aceitável como parte da lógica.
No entanto, no início do século XX, Bertrand Russell descobriu uma inconsistência grave nos princípios que Frege havia adotado, hoje conhecida como a paradoxo de Russell. Isso desanimou Frege, que acabou abandonando o projeto, mas foi continuado por Russell e Whitehead.

### Principia Mathematica
Entre 1910 e 1913, Bertrand Russell e Alfred North Whitehead publicaram Principia Mathematica, uma tentativa monumental de corrigir os problemas no sistema de Frege e completar o projeto logicista. No entanto, o sistema de Principia Mathematica teve seus próprios problemas. Em particular, dois de seus axiomas foram muito questionados: por um lado, o axioma da infinitude, que afirma que existe um número infinito de objetos, foi criticado por parecer mais uma proposição empírica do que uma verdade lógica. Por outro lado, o axioma de reducibilidade, que resolve algumas dificuldades técnicas do sistema, foi criticado por ser demasiado ad hoc para estar filosoficamente justificado.

### Neo-logicismo
O termo neo-logicismo refere-se à tentativa de ressuscitar o projeto logicista original, iniciado por Crispin Wright em um trabalho de 1983. Wright observou que o projeto original de Frege pode ser dividido em duas partes. Na primeira, Frege parte de um princípio chamado Lei básica V, que afirma:
{\displaystyle \{x:Ax\}=\{x:Bx\}\leftrightarrow \forall x(Ax\leftrightarrow Bx)}
Ou seja: o conjunto de todos os A é idêntico ao conjunto de todos os B se e somente se todos os A são B, e todos os B são A. Partindo deste princípio, Frege derivou o que hoje é conhecido como o principio de Hume, que afirma:
O número de A é o mesmo que o de B se e somente se A pode ser colocado em correspondência biunívoca com B.
Na segunda parte, Frege procede a deduzir os princípios da aritmética de Peano a partir do princípio de Hume, sem fazer mais uso da lei básica V. Wright sugere que o princípio de Hume, ao contrário da lei básica V, é consistente, e que além disso pode ser considerado como uma lei lógica. Se tudo isso for verdadeiro, então a aritmética de Peano pode de fato ser reduzida à lógica.